# كرتون نتورك مينا
كرتون نتورك مينا، هي قناة مدفوعة عربية الأصل تبث باللغتين العربية والإنجليزية وتعتبر نسخة محسنة لكرتون نتورك العربية المجانية.يقع مقرها الرسمي في مدينة دبي للإعلام في إمارة دبي بدولة الإمارات العربية المتحدة.
تبث القناة برامجها على مدار 24 ساعة على قمر عرب سات حصريا على شبكة أوربت شوتايم (OSN) بجودة تلفزة عالية الدقة HD ضمن باقة Home.

## البرامج
- غامبول
- وقت المغامرة
- ستيفن البطل (أوقف عرضه في أكتوبر 2016)
- كلارينس
- عرض توم وجيري
- الدببة الثلاثة
- وقت المغامرة
- أبطال التايتنز إنطلقوا!
- خلف حائط الحديقة
- سونيك بوم
- تمالك نفسك سكوبي دو
- باغز: إنتاج لوني تونز
- فتيات القوة (مسلسل تلفزيوني 2016)
- العرض العادي
- أودبودز
- العم جدو
- شباب العدالة
- الهواة المبتدئون
- نينجاغو
- أبل وأونيون
- Beat monsters
- باتمان الجرأة والشجاعة
- باكوغان: كوكب المعركة
- بن 10 (مسلسل 2005)
- بن 10 (مسلسل 2016)
- كريغ من الجدول
- يوم غائم مع فرصة للحصول على كرات اللحم
- ديسي سوبر هيرو غيرلز
- تنانين سباق إلى الحافة
- إليوت من كوكب الأرض
- أنا الفيس ريبولدي
- لوني تونز كرتونز
- ماو ماو: أبطال وادي القلب الطيب
- مات هاتر
- منصور
- أوكيه كيه او! فلنكن الأبطال
- أوزوالدو
- فرسان نكسو
- باور بلايرز
- يحيا أنجلو
- النمور الصاعقه هااااو
- ترانسفورمرز: برايم
- يونيكيتي
- الفانجيز!